# Melltartó

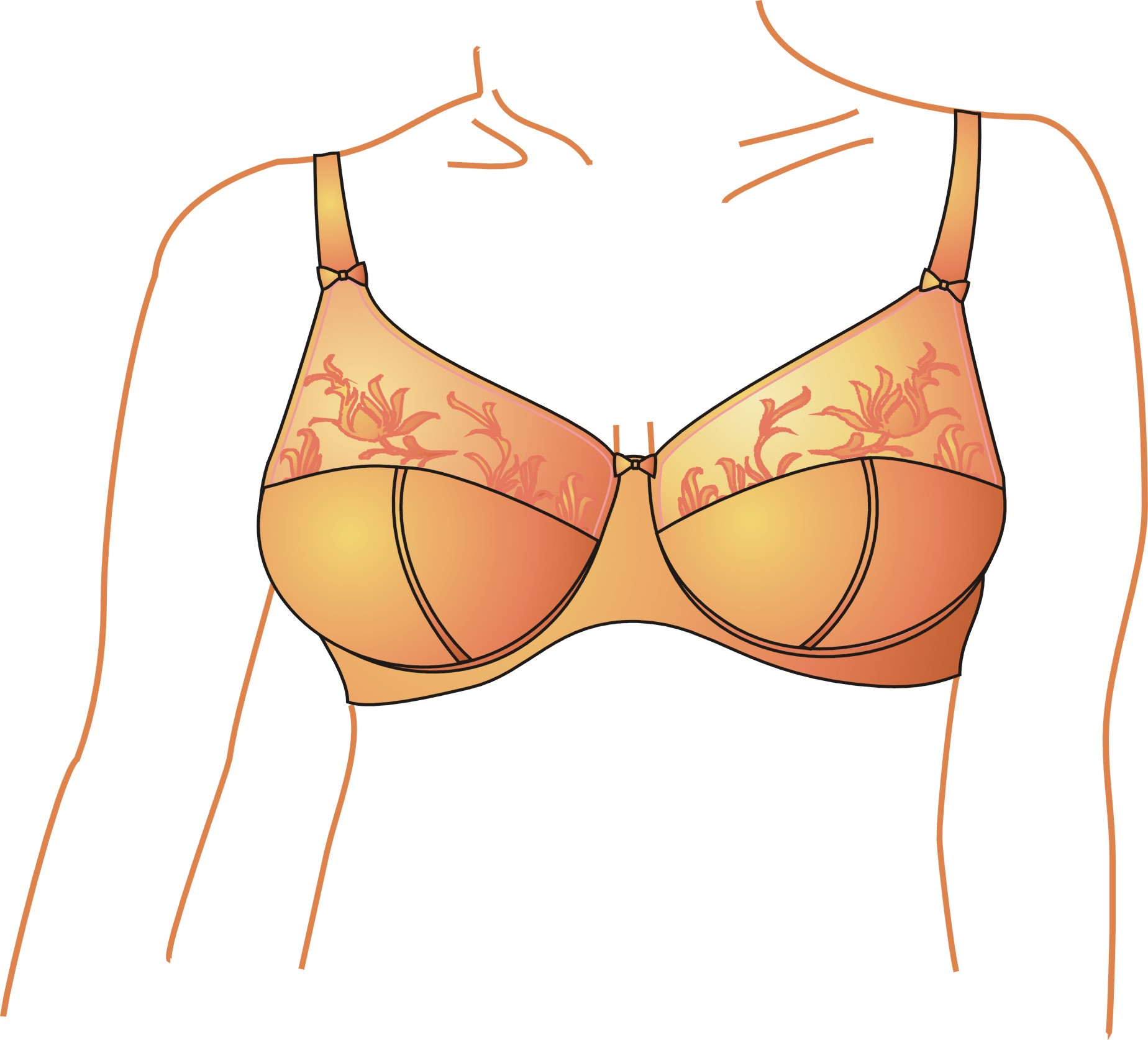
Telikosaras melltartó

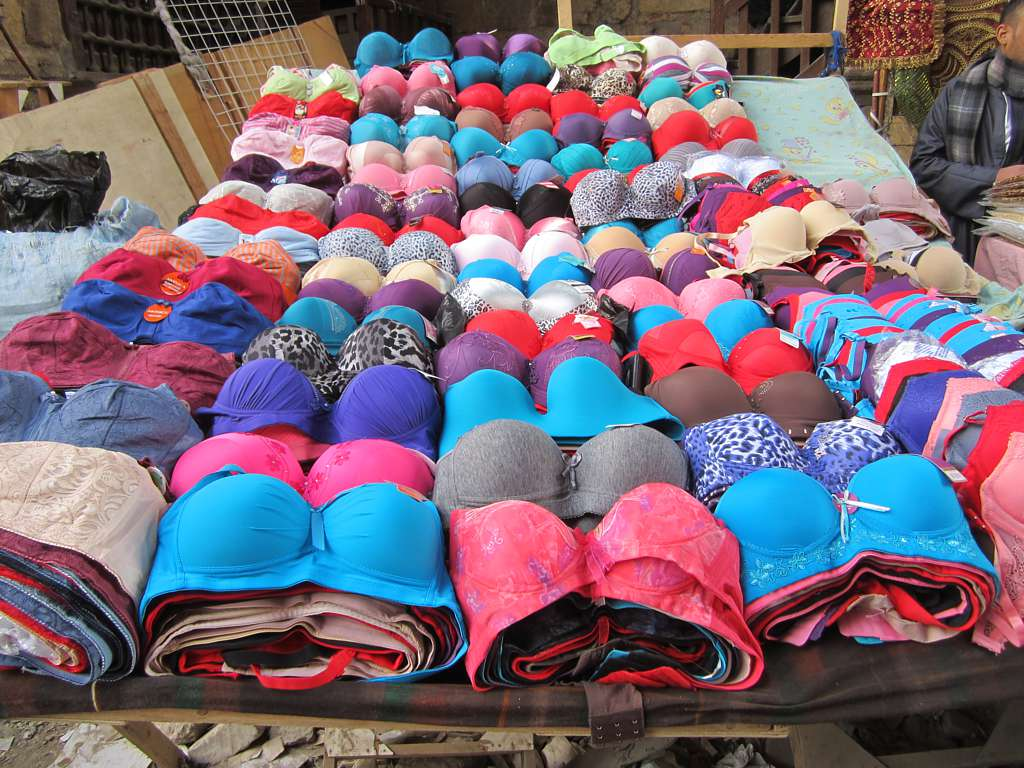
Melltartóválaszték egy kairói piacon

A melltartó a női mell eltakarására, illetve megemelésére viselt alsónemű. A melltartó többféle szerepet is betölthet, használhatják a mell alakjának kiemelésére, hogy nagyobbnak tűnjön; dekoltázs formálására, divatcélokból, kulturális vagy esztétikai okokból. Sokáig tartotta magát a tévhit, hogy melltartó viselése segít megakadályozni a mellek megereszkedését az idő előrehaladtával; ezt a tudomány már megcáfolta, a gyártók is igyekeznek mellőzni ezt a reklámanyagaikban.
A melltartóknak számos fajtája létezik, például merevített melltartó, merevítés nélküli melltartó, push-up melltartó, öntapadó melltartó, pánt nélküli melltartó, bralette, balconette (félkosaras melltartó), szoptatós melltartó vagy sportmelltartó. Ezen felül beszélhetünk még telikosaras, háromszög alakú, előformázott, variálható pántú, mély hátkivágású, magasított nyakú, U-kivágású, V-kivágású, T-pántú, elől pántos, bandeu, hosszított, keresztpántos, megemelő vagy mellkisebbítő melltartóról is. A melltartó lehet párnázott és párnázatlan.
Létezik férfi melltartó is, mivel a férfiak melle is megnagyobbodhat. Ezek a melltartók jobbára laposítják a mellet. Cross-dresser férfiak is viselnek melltartót, bár ők inkább a női darabokat részesítik előnyben. Férfi sportolók, például futók is viselhetnek sportmelltartót a mellbimbó fájdalmas kidörzsölődése ellen.

## Története

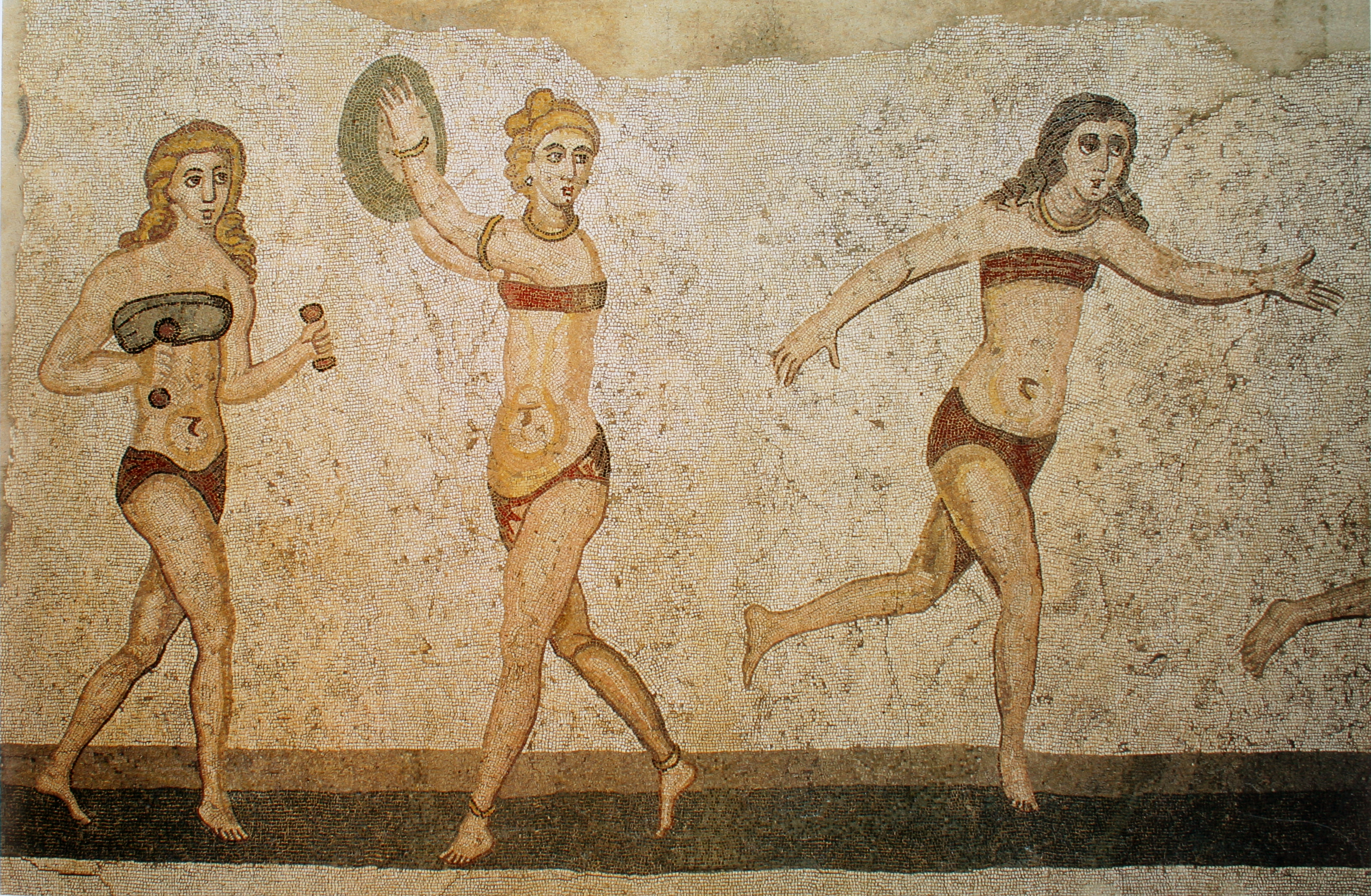
Római nők sportolás közben, mellpánttal; Villa Romana del Casale, Szicília, 4. század

Már az ókori Görögországban is viseltek a nők olyan ruhadarabot, melynek funkciója a mellek megtartása volt. Ennek a „mellpántnak” többféle elnevezése is volt, például apodeszmosz („pánt, mellpánt, öv”), majd sztéthodeszmé („női mellpánt, fásli”), masztodeszmosz, és masztodeton („mellpánt”). Gyapjúból vagy lenvászonból készült, körbetekerték a melleken és hátul megkötötték vagy megtűzték. A római nők is hordtak hasonló mellpántot sportoláskor, mint ahogy az a Villa Romana del Casale feltárásakor talált úgynevezett „bikinimozaikon” is látható.
Az ausztriai Kelet-Tirolban talált, 1440 és 1485 közé datált lenvászon textiltöredékekről is úgy vélik, melltartók lehettek. A négy alsóneműből kettő az ing és a melltartó kombinációja lehetett, egyfajta „kosaras ing”, megnagyobbított résszel a melleknek, és mell alatt végződtek. A harmadik ruhadarab nagyon hasonlít a modern melltartókra, két széles vállpánttal, és feltehetően volt egy hátrészi pántja is. A negyedik darab a ma is népszerű úgynevezett hosszított (longline) melltartóra hasonlít, a kosár részét két vászondarabból varrták össze, az alsó része pedig a bordákat is takarja. Oldalán kapcsok találhatóak, ahol szalagokkal lehetett összefűzni. Az egyes darabokat hímzés és csipke díszítette.
A 16. századtól a tehetősebb nyugati hölgyek jobbára fűzőt viseltek, mely a melleket is megemelte. A 19. században a ruhatervezők elkezdtek kísérletezni alternatív megoldásokat keresve, volt, hogy kettéválasztották a fűzőt, a felsőtest alsó részét leszorító ruhadarabra és a melleket tartó darabra.

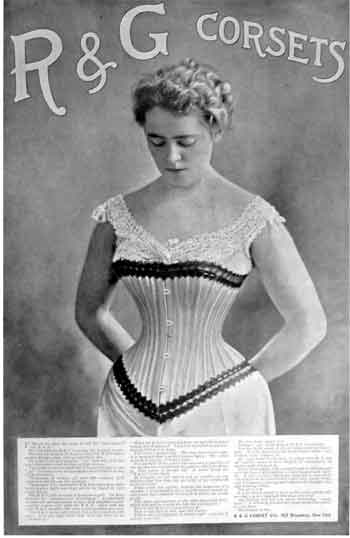
Ladies’ Home Journal, 1898

A melltartó tervezésének és gyártásának történetében nagy szerepet játszottak maguk a nők is, akik a szabadalmak mintegy felét adták be. A német Christine Hardt szabadalmaztatta az első modern melltartót 1899-ben. Az ugyancsak német Sigmund Lindauer 1912-ben szabadalmaztatta a tömeggyártásra szánt melltartómodelljét, melyet Böblingenben gyártottak. Az Egyesült Államokban Mary Phelps Jacob 1914-ben kapott szabadalmi engedélyt. A tömeggyártásnak köszönhetően a melltartó gyorsan népszerű lett és befolyással volt a nyugati világ divatjára.
Egészen 1916-ig nem használták a „kosár” kifejezést és nem voltak kosárméretek. A gyártók rugalmas, nyújtható kosárrész készítésére törekedtek, hogy többféle méretű mellre is megfelelő legyen a ruhadarab. A nagyobb vagy megereszkedett mellű hölgyek számára alternatív lehetőségeket kínáltak, ilyenek voltak a hosszított (longline) melltartók, a kosarak közé helyezett ék alakú betétek, a szélesebb pántok, a Lastex vagy épp az enyhe merevítés.
1932 októberében az S.H. Camp and Company a mellméreteket A és D betűk közé sorolta be. 1937-ben a Warner vállalat is bevezette a kosárméreteket. Bevezették az igazítható hátpántokat, kapcsokkal. A második világháború végére az európai és észak-amerikai nők többsége már viselt melltartót, és elkezdett terjedni Ázsiában, Afrikában és Dél-Amerikában is.
Egy városi legenda szerint a melltartót egy Otto Titzling („tit sling”, azaz „cicikendő”) nevű ember találta fel, aki elvesztett egy pert Phillip de Brassiere („fill up the brassiere”, azaz „töltsd meg a melltartót”) ellen. A történet a Bust-Up: The Uplifting Tale of Otto Titzling and the Development of the Bra című 1971-es könyvre vezethető vissza, majd felbukkant a Barátnők című filmben is.

## A melltartó mérete
A melltartó mérete egy számból és egy betűből áll. pl.: 65C, 95H, 70A, stb. Ugyanez a méret érvényes fürdőruha vásárlása esetén is. A szám azt mutatja meg, mekkora a mellkas kerülete, a betű azt, hogy mekkora a kosárméret. A melltartó méretét a mellbőség és a mell alatti körméret alapján tudjuk kiszámolni. 
A méréseket a pontosság érdekében melltartó nélkül érdemes elvégezni. Először a mell alatti körméretet kell megmérni. Nagyobb mell esetén kézzel megemelik a melleket, eközben egy segítő partner vízszintesen tartva a mérőszalagot körbeméri a mellbőséget kicsivel a mellek alatt. A mérőszalagnak a testre kell simulnia, és nagyjából vízszintesnek kell lennie.
A második mérés a mellekkel együtt méri le a körméretet. A mérőszalagnak ebben az esetben inkább lazának kell lennie. Ha nincs külső segítség, akkor a nagy melleket előre hajolva lehetséges megmérni. Mindig a mellek legszélesebb pontját mérik le, de a kiálló mellbimbók nem szerepelnek a mérésben, mert ez elronthatja az eredményt.
Az eredményt a gyártók 5 cm-re kerekítve használják.
| Mell alatti körméret | Melltartó nagysága |  | Mell alatti körméret | Melltartó nagysága |
| -------------------- | ------------------ |  | -------------------- | ------------------ |
| 63 – 67 cm           | 65                 |  | 93 – 97 cm           | 95                 |
| 68 – 72 cm           | 70                 |  | 98 – 102 cm          | 100                |
| 73 – 77 cm           | 75                 |  | 103 – 107 cm         | 105                |
| 78 – 82 cm           | 80                 |  | 108 – 112 cm         | 110                |
| 83 – 87 cm           | 85                 |  | 113 – 117 cm         | 115                |
| 88 – 92 cm           | 90                 |  | 118 – 122 cm         | 120                |

A kosárméret meghatározása
A kosárméretet (azaz a betűt), a mellbőség és a mell alatt mért körméret különbözete adja, a két számot ki kell vonni egymásból.
| Különbség  | Kosárméret |  | Különbség  | Kosárméret |
| ---------- | ---------- |  | ---------- | ---------- |
| 12 – 13 cm | A          |  | 22 – 23 cm | F          |
| 14 – 15 cm | B          |  | 24 – 25 cm | G          |
| 16 – 17 cm | C          |  | 26 – 27 cm | H          |
| 18 – 19 cm | D          |  | 28 – 29 cm | I          |
| 20 – 21 cm | E          |  | 30 – 31 cm | J          |

A melltartómodellek gyártónként, fazononként jelentősen eltérnek.

## Fordítás
- Ez a szócikk részben vagy egészben  a   Bra című angol Wikipédia-szócikk fordításán alapul.  Az eredeti cikk szerkesztőit annak laptörténete sorolja fel. Ez a jelzés csupán a megfogalmazás eredetét és a szerzői jogokat jelzi, nem szolgál a cikkben szereplő információk forrásmegjelöléseként.